# June Anderson
June Anderson (* 30. Dezember 1952 in Boston) ist eine US-amerikanische Opernsängerin im Stimmfach Sopran.
Anderson studierte an der Yale University Gesang und Literatur. 1978 debütierte sie als Königin der Nacht an der New York City Opera, „wo sie all die Rollen übernahm, mit denen sich Sills den Namen der ‚fastest voice alive‘ verschafft hatte: Gilda, Rosina, Lucia und Elvira.“ 1982 gab sie in Rom ihr Europa-Debüt in der Titelrolle von Rossinis Semiramide.
Den Schwerpunkt von Andersons Repertoire bilden die Belcanto-Opern von Rossini, Bellini und Donizetti. Insbesondere in den 1980er- und 1990er-Jahren ist eine Vielzahl von Auftritten und Einspielungen, auch von seltener gespielten Werken wie Maometto II, Armida oder La donna del lago, zu verzeichnen. Anderson wurde darüber zu einer der führenden Belcanto-Interpretinnen. Ihr Repertoire umfasst auch Werke von Richard Strauss (Capriccio, Neapel 2002, Daphne, Venedig 2005) sowie moderne Opern wie Henzes Die Bassariden (Paris 2005) oder John Adams’ Nixon in China (Théâtre du Châtelet, Dirigent Alexander Briger, Paris 2012).
Als erste Nicht-Italienerin erhielt Anderson den Preis Bellini d’Oro. 1992 erhielt sie einen Grammy in der Kategorie „Bestes Klassik-Album“. Im Film Amadeus von Miloš Forman (1984) sang sie die Königin der Nacht (ohne Auftritt).

## Diskografie (Auswahl)
- Rossini: Mosè in Egitto, Claudio Scimone, 1981, PHILIPS
- Donizetti: Lucia di Lammermoor, Gianluigi Gelmetti, 1983, live – Teatro Comunale in Florenz, LS[2]
- Wagner, Die Feen, Wolfgang Sawallisch, 1983, live – Münchner Opernfestspiele, ORFEO
- Rossini: Maometto II, Claudio Scimone, 1983, PHILIPS
- Orff: Carmina Burana, James Levine, 1984, DG
- Bellini: La sonnambula, Roberto Cecconi, 1984, live – Teatro La Fenice, MFOH
- Adam: Le postillon de Lonjumeau, Thomas Fulton, 1985, EMI
- Bizet: La jolie fille de Perth, Georges Prêtre, 1985, EMI
- Meyerbeer: Robert le diable, Thomas Fulton, 1985, live – Opéra National de Paris, Legato
- Donizetti: La fille du régiment, Bruno Campanella, 1986, live – Opéra-Comique (Paris), EMI
- Auber: La muette de Portici, Thomas Fulton, 1986, EMI
- Bellini: Beatrice di Tenda, Gianfranco Masini, 1987, live – Teatro La Fenice, OPD
- Verdi: Rigoletto, Riccardo Chailly, 1989, LONDON
- Leonard Bernstein: Candide, Leonard Bernstein, 1989, DG
- Rossini: Semiramide, James Conlon, 1990, live – Metropolitan Opera, Image Entertainment
- Massenet: Chérubin, Pinchas Steinberg, 1991, RCA
- Mozart: Die Zauberflöte, Sir Charles Mackerras, 1991, TELARC
- Thomas: Hamlet, Antonio de Almeida, 1993, EMI
- Verdi: I Lombardi alla prima crociata, James Levine, 1996, London
- Bellini: Norma, Fabio Biondi, 2001, live – Teatro Regio di Parma, Tdk DVD/Video
- Strauss: Daphne, Stefan Anton Reck, 2005, live – Teatro La Fenice, Dynamic CDS